# Qwirkle
Qwirkle — це абстрактна логічна гра від Сьюзан МакКінлі Росс. Грається за допомогою 108 ігрових фішок, на яких зображені символи шести різних кольорів та шести різних форм. Принцип гри нагадує ігри типу Скрабл, Руммі, Доміно або Ішідо. Завдяки вдалому поєднанню випадковості та тактичних можливостей, вона підходить як сімейна гра, але також містить елементи стратегічної гри. Гра розрахована на двох-чотирьох гравців, а партія триває від 30 до 45 хвилин. Назва гри походить від англійського слова quirky («дивакуватий»).

## Історія
Авторкою гри є Сьюзан МакКінлі Росс, яка мешкає в Петалума, на північ від Сан-Франциско, та володіє власною компанією з виробництва іграшок та ігор. Qwirkle була її першою «великою» грою. У США гра вперше вийшла у 2006 році. Серед інших нагород гра отримала у 2007 році нагороду Mensa-Select, що присуджується іграм, які вимагають інтелектуальних здібностей. У 2011 році гра отримала престижну нагороду Spiel des Jahres. У Франції гра розповсюджується компанією Iello з березня 2010 року, де була номінована на As d’Or – Jeu de l’Année у 2011 році.

## Правила гри

### Ігровий набір
Гра складається зі 108 квадратних фішок. На кожній фішці зображено один із символів. Ці символи бувають шести різних кольорів (червоний, оранжевий, жовтий, зелений, синій, фіолетовий) та шести різних форм (коло, трилисник, ромб, квадрат, чотирикутна зірка, восьмикутна зірка), що дає загалом 36 різних фішок. Кожна з цих 36 фішок трапляється в трьох екземплярах.
Гра постачається з мішечком, в який кладуть фішки для добору під час гри.

### Ігровий процес
Основна ідея гри полягає в тому, щоб утворювати ряди з фішок. Для цього фішки викладаються горизонтально або вертикально на ігровий стіл. Ряд складається з фішок, які мають або однакову форму, або один і той самий колір. При цьому повинна виконуватися додаткова умова: у ряду фішок одного кольору всі фішки повинні мати різну форму; і навпаки, у ряду фішок однієї форми всі фішки повинні мати різний колір. Тобто одна з характеристик — форма або колір — має бути однаковою, тоді як інша — зустрічатися лише один раз у ряду. Максимальна довжина ряду становить шість фішок.
Кожен гравець починає з шістьма фішками, які тримає прихованими від інших гравців. У свій хід гравець може:
- або обміняти будь-яку кількість фішок з руки на нові з мішечка,
- або викласти одну чи кілька фішок, приєднавши їх до вже викладених на столі.

Кожна нова фішка повинна стикатися хоча б з однією вже викладеною фішкою. Усі нові фішки повинні відповідати за кольором або формою фішкам у тому ряду, куди вони приєднуються. Якщо фішки додаються до вже існуючого ряду, їх можна класти як горизонтально, так і вертикально. Після завершення ходу гравець добирає фішки, щоб у нього знову було шість фішок. Гра закінчується, коли в мішечку більше немає фішок, а один із гравців виклав свою останню фішку.

### Підрахунок балів
Мета гри — набрати якомога більше балів. Бали нараховуються за кожну фішку в ряду, до якого приєднав свої фішки гравець під час свого ходу. Фішки, які вже лежали на столі, також приносять бали. Якщо фішка одночасно є частиною двох рядів (горизонтального і вертикального), вона приносить бали за обидва ряди. Особливі бали нараховуються за завершений ряд із шести фішок — такий «Qwirkle» приносить 12 балів (шість балів за викладені фішки і шість додаткових балів за завершений ряд). Бали записуються і підсумовуються протягом гри. Гравець, який викладає свою останню фішку, отримує додаткові шість балів.

## Розширення та варіації
Гра Qwirkle була вперше випущена у 2006 році американським видавництвом MindWare, а пізніше перекладена багатьма мовами. У 2012 році з'явилася дорожня версія — Qwirkle Travel, а у 2014 році були випущені тематичні версії за мотивами The Simpsons та персонажів Діснея, у 2015 році з'явилося видання за мотивами Star Wars. Лімітована версія також була випущена для страхової компанії Berkshire Hathaway.
Існує дві коробки з розширеннями, кожна з яких містить кілька додаткових варіантів гри. Перше розширення містить поле для підрахунку балів, фішки для відзначення очок та варіанти Qwirkle Select і Qwirkle Connect, де додаються нові фішки і правила, що дозволяють, наприклад, знімати фішки з поля або отримувати додаткові бали. У другому розширенні додаються шість токенів дій, які можуть бути використані під час гри. Qwirkle Bonus Pack додає до гри підставки для фішок, блокнот для підрахунку очок і олівець із символами Qwirkle.
У 2012 році вийшла окрема гра під назвою Qwirkle Cubes, яка базується на принципах оригінальної гри, але замість фішок використовуються кубики. Кожен кубик має всі шість символів одного кольору на різних гранях. Кубики не можна обмінювати, але їх можна кидати щоразу на початку ходу, змінюючи символи того самого кольору.
У 2015 році вийшла версія Qwirkle Cards, де фішки замінили на гральні карти. Гравці повинні утворювати ряди, додаючи карти з рук або пересуваючи вже викладені карти.